# Amaszonas Línea Aérea
Amaszonas Línea Aérea (Amas) (bis 2019 Línea Aérea Amaszonas) ist eine bolivianische Fluggesellschaft mit Sitz in La Paz, die Passagierflüge innerhalb Boliviens und in andere, meist angrenzende Staaten Südamerikas durchführt.

## Geschichte
Línea Aérea Amaszonas wurde 1999 gegründet. Als Charteranbieter flog das Unternehmen ab 2001 Touristen, Post und Fracht in ganz Bolivien mit Propellerflugzeugen, erst Caravans, später der größeren Fairchild Swearingen Metroliner. Im August 2012 wagte sie den Schritt zu Linienflügen mit der Einführung von gleich fünf neuen Strahlflugzeugen des Typs Bombardier Regional Jet innerhalb weniger Monate.
Im Jahr 2015 expandierte sie zusammen mit der spanischen Air Nostrum nach Paraguay und gründete dort die Amaszonas del Paraguay. Möglich wurde dies durch die Übernahme des Air Operators Certificate (AOC) der im April 2015 stillgelegten BQB Líneas Aéreas, deren letztes Flugzeug vom Typ ATR-72 im Februar 2016 aus der Flotte ausschied.
Am 3. September 2019 erhielt die Gesellschaft Namen Amas Bolivia.
Im August 2021 wurde die Gesellschaft von der brasilianischen Nella Linhas Aéreas übernommen. (Nella Airlines übernahm im Juli auch die venezolanische Fluggesellschaft Albatros Airlines).
Die Fluggesellschaft wurde im Jahre 2022 in Nella Airlines Bolivia umbenannt.
Am 8. August setzte die Dirección General de Aeronáutica Civil (DGAC) die Betriebsgenehmigung aus. Im September 2023 verkaufte Nella die Fluggesellschaft an den Geschäftsmann Luiz Divino.

## Flugziele
Amas Bolivia unterhält Strecken von La Paz, Cochabamba (in Zentralbolivien) und Santa Cruz de la Sierra (im Osten Boliviens) in neun weitere Städte Boliviens, zwischen den Städten dieser Regionen sowie internationale Verbindungen nach Peru (Cusco und Arequipa), Chile (Iquique), Argentinien (Salta), Brasilien (Campo Grande und Cuiabá), Uruguay (Montevideo) und Paraguay (Asunción). Die wichtigsten Ziele sind Trinidad und Rurrenabaque.
Amaszonas verwendete diverse kleinere Flugzeuge von Fairchild und Cessna für bis 17 Passagiere. Abgesagte Flüge waren wegen der speziellen Bedingungen im Norden und Nordosten Boliviens häufig. Viele Start- und Landebahnen sind außerdem Graspisten, die häufig für Probleme bei schlechtem Wetter sorgen. Dies betrifft nicht die internationalen Strecken und die Flüge nach Rurrenabaque, Trinidad und Uyuni.

## Flotte
Mit Stand Februar 2023 besteht die Flotte der Nella Airlines Bolivia aus drei Flugzeugen mit einem Durchschnittsalter von 12 Jahren: Die Flotte soll ab 2022 auf Boeing 737-800 umgestellt werden.
| Flugzeugtyp | Anzahl | bestellt | Anmerkungen  | Sitzplätze |
| ----------- | ------ | -------- | ------------ | ---------- |
| Embraer 190 | 3      |          | zwei inaktiv | 112        |
| Gesamt      | 3      | -        |              |            |

### Ehemalige Flugzeugtypen
In der Vergangenheit verwendete Amas Bolivia auch folgende Flugzeugtypen:
- Bombardier CRJ100
- Bombardier CRJ200
- De Havilland DHC-8-100
- De Havilland DHC-8-200